# Райс-Экклс (стадион)
Райс-Экклс — стадион, расположенный в кампусе Университета Юты в городе Солт-Лейк-Сити, Юта, является домашней ареной университетской команды по американскому футболу. Райс-Экклс был главным стадионом Зимних Олимпийских игр 2002 года, на нём проводились церемонии открытия и закрытия. Стадион также принимал Зимние Паралимпийские игры 2002 года и с 2005 по 2008 годы был домашней ареной команды MLS «Реал Солт-Лейк».

## История
В июне 1995 года во время 104-й сессии МОК в Будапеште Солт-Лейк-Сити был выбран в качестве столицы XIX Зимних Олимпийских игр. Было очевидно, что стадион Роберта Райса, самый большой открытый стадион в Солт-Лейк-Сити, названный в честь Роберта Райса в 1972 году, пожертвовавшего 1 миллион долларов, не подходит для использования в качестве основного стадиона. Комплекс был построен в 1927 году и уже давно устарел. В 1996 году спортивный директор Университета Юты, Крис Хилл, объявил о планах возвести новый стадион «Райс», соответствующий олимпийским стандартам. Первоначально предполагалось, что на капитальный ремонт объекта уйдет три года.
В 1997 году Спенсер Экклс, выпускник Университета Юты и председатель крупнейшего банка Юты, First Security Corporation (ныне часть Wells Fargo), объявил, что Фонд Джорджа С. и Долорес Доре Экклс пожертвует 10 миллионов долларов на этот проект. В знак признания этого дара университет получил разрешение от семьи Экклс добавить имя Джорджа Экклса на стадион наряду с именем Роберта Л. Райса, который финансировал первоначальный проект реконструкции стадиона Райс в 1972 году. До 1972 года стадион носил название Юта.

## Реконструкция
Сразу после финального домашнего матча сезона 15 ноября 1997 года, стадион был почти полностью снесен и заменен современным сооружением из стали, бетона и стекла. От старого стадиона остались только трибуны в южной зоне, построенные в 1982 году. Стадион не пропустил ни одного футбольного сезона, поскольку проект был приурочен к тому, чтобы не нарушать домашний график игр 1997 года. Новый стадион был готов менее чем через 10 месяцев к домашнему матчу 1998 года, который завершился победой университетской команды над Луисвилл Кардиналс со счетом 45-22 12 сентября. Сейчас стадион вмещает 45 807 человек и имеет шестиэтажную ложу для прессы. В 2014 года ряд трибун был добавлен в зоны стоячих мест на восточной, западной и северной частях стадиона Райс-Экклс. В итоге, вместимость стадиона Райс-Экклс возросла до 45 807 человек (с 45 2017). За новым рядом трибун ещё оставалось место для стоячих мест.
По сообщению Deseret News, университет планировал дальнейшее расширения стадиона по крайней мере на 10 000 мест, в результате чего ожидаемая вместимость достигнет 51 444 человека.

## Зимние Олимпийские и Паралимпийские игры 2002 года

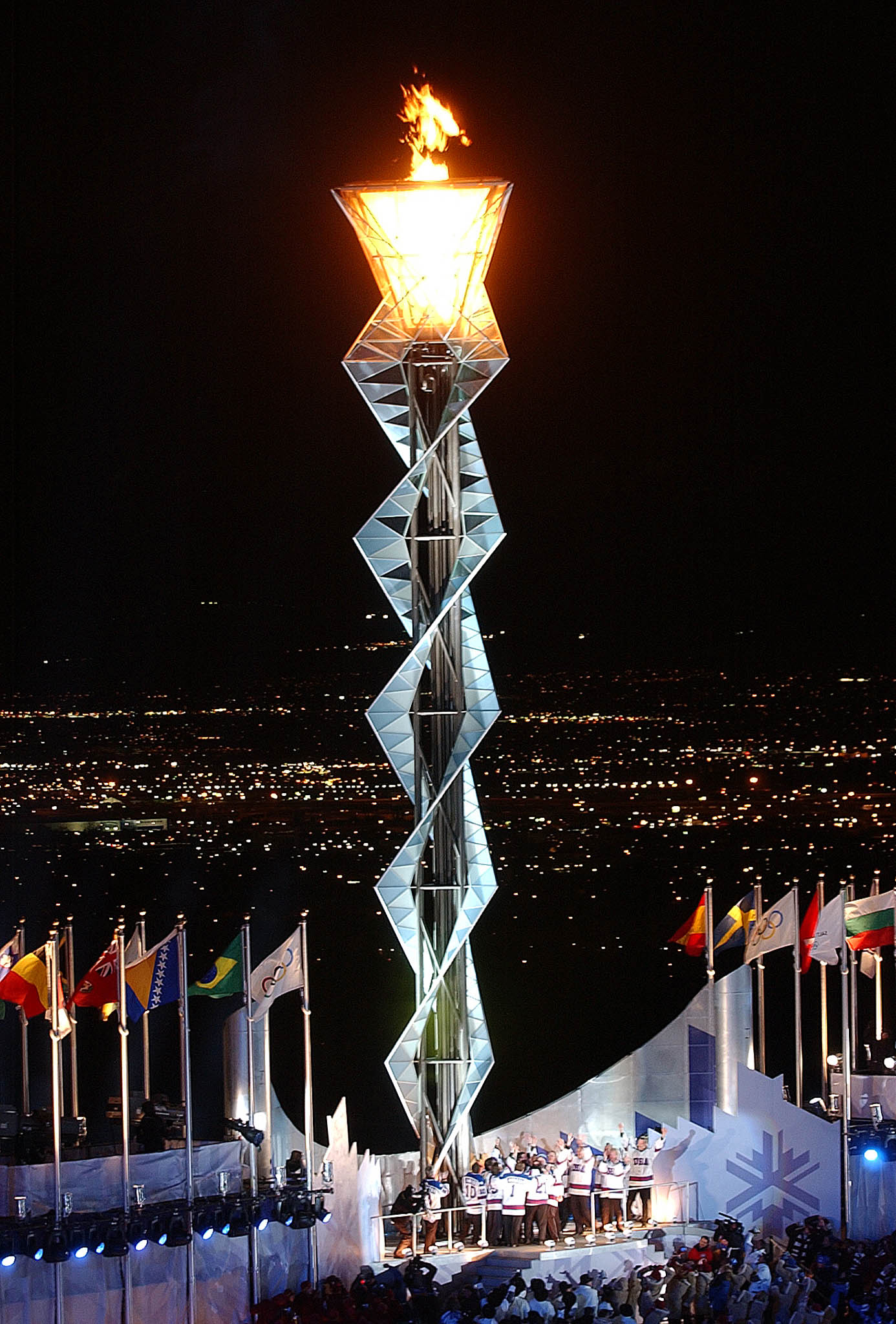
Стадион на церемонии открытия Зимних Олимпийских игр 2002 года

Во время Зимних Олимпийских игр 2002 года стадион служил местом проведения церемонии открытия 8 февраля 2002 года и церемонии закрытия 24 февраля 2002 года. Для проведения церемоний травяное поле было вымощено асфальтом, построена сцена, убраны табло, установлены флаги, временные места для сидения (вместимость более 50 000 зрителей), а на южных трибунах установлен Олимпийский котел 2002 года. На время проведения игр стадион был временно переименован в Олимпийский стадион Райс-Экклс. Благодаря трансляциям со стадиона, по оценкам, 3,5 миллиарда человек во всем мире наблюдали за церемониями открытия и закрытия по телевидению.
Церемония открытия Зимние Паралимпийские игры 2002 года состоялась на стадионе 7 марта 2002 года. Церемония закрытия была проведена 16 марта 2002 года.